# Bavispe
Bavispe – niewielka miejscowość w północno-wschodniej części meksykańskiego stanu Sonora, siedziba władz gminy Bavispe. Miejscowość jest położona w głębokiej dolinie na wysokości 997 m n.p.m., nad rzeką Rio Bavispe.  Bavispe leży około 330 km na północny wschód od stolicy stanu Hermosillo, przy granicy z Chihuahua i około 100 km do granicy z amerykańskim stanem Arizona. W 2010 roku ludność miejscowości liczyła 665 mieszkańców.
Miasteczko założył w 1645 roku hiszpański Jezuita, misjonarz Cristóbal García S.J., pochodzący z hiszpańskiej miejscowości San Miguel de Bavispe. Nazwa pochodzi jednak od słów zamieszkujących tereny plemienia Indian Ópata i oznacza miejsce, gdzie zawraca rzeka.